# Mary-Charles Jones
Mary-Charles Jones (Seattle, Washington, 28 de diciembre de 2001) es una actriz estadounidense, conocida por sus papeles como Sara Gable en Kevin Can Wait y Annabelle Peters en Naomi
Mary Charles Jones tiene dos hermanas menores, Maggie Elizabeth y Lillian Ellen Jones.

## Primeros años
Jones nació el 28 de diciembre de 2001 en Seattle, Washington, y se crio en Atlanta, Georgia. Tiene dos hermanas menores, Maggie y Lillian.

## Carrera
Jones comenzó a actuar a los cuatro años de edad. Después a actuar en comerciales, su primera aparición como actriz fue en el episodio piloto de October Road en 2007. De 2010 a 2011, apareció como una versión más joven de Miley Stewart a lo largo de la cuarta temporada de Hannah Montana. Con su hermana Maggie, también apareció en las películas Footloose y Identity Thief. En 2013, protagonizó la película para televisión Dear Dumb Diary, basada en la popular serie de libros del mismo nombre.
De 2016 a 2018, Jones fue elegida como la niña del medio, Sara Gable, para la comedia de situación de CBS Kevin Can Wait. La serie fue cancelada después de dos temporada. En 2021, Jones fue elegida para el papel de Annabelle Petters en la serie drama de superhéroes de The CW Naomi. La serie se emitió de enero a mayo de 2022, antes de que se cancelara como resultado del cambio de estudio de The CW.

## Filmografía
| Cine       | Cine                | Cine                     | Cine                                                |
| Año        | Título              | Personaje                | Notas                                               |
| ---------- | ------------------- | ------------------------ | --------------------------------------------------- |
| 2010       | Father of Invention | Claire de pequeña        |                                                     |
| 2011       | Footloose           | Sarah Warnicker          |                                                     |
| 2013       | Identity Thief      | Franny Patterson         |                                                     |
| Televisión |                     |                          |                                                     |
| Año        | Título              | Personaje                | Notas                                               |
| 2007       | October Road        | Caitlin Rowan            | Episodio piloto                                     |
| 2009       | Grey's Anatomy      | Jessica Smithson         | Episodio: «Sweet Surrender»                         |
| 2010-2011  | Hannah Montana      | Miley Stewart de pequeña | 3 episodios                                         |
| 2012       | Terapia de Choque   | Pequeña niña             | Episodios: «Double Fault» & «All the King’s Horses» |
| 2012       | Ben and Kate        | Dulce o Truco            | Episodio: «Scaredy Kate» (Sin acreditar)            |
| 2013       | Hot in Cleveland    | Melanie de pequeña       | Episodio: «No Glove, No Love»                       |
| 2013       | Dear Dumb Diary     | Isabella                 | Telefilme                                           |
| 2014       | New Girl            | Wendy                    | Episodio: «Dance»                                   |
| 2016-2018  | Kevin Can Wait      | Sara Gable               | Elenco Principal; 48 episodios                      |
| 2022       | Naomi               | Annabelle Peters         | Elenco Principal; 13 episodios                      |